# D ZOO
D ZOO je alternativni-nu metal bend iz Subotice. Prvu demo pesmu snimili su 2009. godine kao dvočlana rep grupa, da bi 2011. aktivnije počeli sa radom u formi benda. Najveće uspehe doživeli su sredinom 2010-ih.

## Istorija
U ranim počecima D ZOO je bio dvočlana rep grupa koju su 2009. godine osnovali Filip Budanović i Andrej Pejović. U periodu do 2011. godine snimali su demo singlove koji su žanrovski pripadali hip-hopu, ali su povremeno sarađivali sa bendom 3 ispod 0 (ovaj bend činili su Uroš Jagodić, Dušan Pualić i Andrej Ademi) sa kojima su neke od postojećih numera rearanžirali u žešći gitarski zvuk i izvodili ih u lokalnim klubovima u Subotici. 2011. godine odlučuju da se D ZOO transformiše u šestočlani sastav koji će u narednim godinama biti karakterističan po žešćem gitarskom zvuku kombinujući hip-hop sa metal i rok primesama.

### 2010-e
2011. godine na mestu gitariste pridružio se Bojan Andrić, na bas gitari Ivan Dević, na bubnjevima Miloš Milin i na pomoćnim vokalima Boris Prćić. D ZOO od 2011. godine aktivno svira po svim klubovima i prostorima u Subotici i u ranoj fazi karijere ostvaruje zajedničke nastupe sa izvođačima kao što su Sunshine, Beogradski Sindikat, Prti Bee Gee, Marčelo i Iskaz. 2012. godine izdaju svoj prvi demo album pod nazivom “Welcome To D ZOO”, a bendu se na mestu bubnja umesto Miloša Milina pridružio Dušan Pualić. Album je karakterističan po mešanju različitih muzičkih pravaca, a na albumu bendu gostuje i veliki broj muzičara, između ostalih i Kandžija, Iskaz, DJ BKO, Rajahman i drugi. Sredinom godine iz benda izlazi Boris Prćić i D ZOO ostaje sa dva glavna vokala Filipom Budanovićem i Andrejom Pejovićem. Krajem 2012. godine D ZOO nastupa na Festivalu “Omladina” u Subotici i osvaja nagradu za najbolji tekst u subotičkoj Hali sportova. Za potrebe ovog festivala bend je napravio novu pesmu “Bum!”. Tokom 2013. godine bend se u više navrata prvi put predstavlja publici u Beogradu, a sledeća nagrada usledila je i na Beogradskom autorskom rok festivalu (BARF 3) i to nagrada za najbolju interpretaciju (Београдски ауторски рок фестивал). Krajem 2013. godine D ZOO objavljuje svoj prvi video spot za pesmu Benk Roberi koja je za potrebe spota snimljena ponovo. Spot je doživeo svoju premijeru na MTV Adria. Tokom 2014. godine bend učestvuje na festivalu “Belgrade Live Demo Fest” na kojem osvajaju prvu nagradu novinarskog žirija i drugo mesto u generalnom plasmanu. Vrhunac demo karijere bend je zabeležio učešćem na 48. Gitarijadi u Zaječaru (Зајечарска гитаријада) kada su poneli zvanje najboljeg benda sa teritorije Republike Srbije čime su sebi obezbedili nagradu: snimanje, produkciju i izdanje albuma. Početkom 2015. godine bend izdaje svoj drugi muzički spot za pesmu “Inkognito” na kojoj je ostvarena zvanična saradnja sa bendom Iskaz, a za potrebe spota pesma je rearanžirana i ponovo snimljena. U sklopu osvojene nagrade na Gitarijadi u Zaječaru, bend 2015. godine ulazi u studio da snima svoj drugi album u studiju “Blaze” u Beogradu pod producentskom palicom Miloša Mihajlovića. Ovo će biti prvo zvanično izdanje benda pod okriljem izdavačke kuće Nocturne Media, a album pod nazivom “Treća Armija Trećeg Sveta” objavljen je 2016. godine. Ovom prilikom bend je svoj prvi demo album “Welcome To D ZOO” takođe objavio zvanično takođe pod okriljem izdavačke kuće Nocturne Media. 2016. godine na mesto gitare umesto Bojana Andrića dolazi Aleksandar Lazičić. U toku 2016. godine bend objavljuje i spot za pesmu Bum! Spot je zabeležio uspeh na regionalnoj MTV Adria top listi “Domaćica” na kojoj se nalazio 5 nedelja, od toga dve sedmice na trećoj poziciji. Nova promena na poziciji gitare događa se godinu dana kasnije, pa tako 2017. godine kao gitarista D ZOO-a dolazi Andrej Jovanović. Krajem 2017. godine snimili su spot za pesmu “Zemlja Ničega” koji je svoju premijeru takođe doživeo na MTV Adria. Još jedna promena na gitarskoj poziciji usledila je 2018. godine kada se bendu pridružio Darko Mijatović. U ovom periodu bend objavljuje novi singl i spot za pesmu “Da si bila tu”. Ova pesma je prva nova numera benda od izdavanja drugog albuma, a ovoga puta bend nije nastavio saradnju sa dosadašnjom izdavačkom kućom “Nocturne Media”, već izdaje singl pod sopstvenom etiketom “B320 Music” što će biti etiketa benda i na svim narednim singlovima. U ovom periodu i u narednih nekoliko godina ostvaruju mnogobrojne nastupe sa bendovima kao što su Goblini, Iskaz, Eyesburn, Mortal Kombat, Ritam Nereda, Deca Apokalipse, SickSoul.

### 2020-e
U toku 2020. godine D ZOO snima “rimejk” verziju pesme “Slepac prati slepog”. Ova numera sa njihovog prvog albuma dobila je novi aranžman i žešći gitarski zvuk, a ovom prilikom snimili su i spot koji je premijerno izašao u septembru 2020. godine.  U toku 2020. godine iz benda izlaze gitarista Darko Mijatović, kao i basista Ivan Dević. Njihova mesta popunili su stari saradnici D ZOO-a iz ranih dana, pa je tako na mesto gitare došao Andrej Ademi, a na mesto bas gitare Uroš Jagodić. Bend je 2021. godine snimio obradu pesme "Divide" benda "Eyesburn". Ova pesma deo je zvanične kompilacije, odnosno tribute izdanja "Only We Can Solve This Problem". Izdanje je posvećeno legendarnom beogradskom sastavu Eyesburn. 2024. D ZOO objavljuje singl i animirani spot za novu pesmu “Čućemo se sutra”.

## Članovi

### Sadašnji
- Filip Budanović - vokal
- Andrej Pejović - vokal
- Dušan Pualić - bubanj
- Uroš Jagodić - bas gitara
- Andrej Ademi - gitara

### Bivši
- Ivan Dević - bas gitara
- Bojan Andrić - gitara
- Miloš Milin - bubanj
- Boris Prćić - prateći vokal
- Aleksandar Lazičić - gitara
- Andrej Jovanović - gitara
- Darko Mijatović - gitara

## Diskografija

### Studijski albumi
- Welcome To D ZOO (2012)
- Treća Armija Trećeg Sveta (2016)

### Singlovi
- Da si bila tu (2018)
- Slepac prati slepog (2020)
- Čućemo se sutra (2024)

### Kompilacije
- Only We Can Solve This Problem (2021) – Tribute album posvećen bendu Eyesburn, obrada pesme Divide

## Nagrade

### Festival Omladina Subotica
| Godina | Kategorija                | Ishod    |
| ------ | ------------------------- | -------- |
| 2012   | Nagrada za najbolji tekst | Osvojeno |

### Beogradski autorski rok festival - BARF 3
| Godina | Kategorija                         | Ishod    |
| ------ | ---------------------------------- | -------- |
| 2013   | Nagrada za najbolju interpretaciju | Osvojeno |

### Belgrade Live Demo Fest
| Godina | Kategorija                                                          | Ishod    |
| ------ | ------------------------------------------------------------------- | -------- |
| 2014   | Prva nagrada novinarskog žirija i drugo mesto u generalnom plasmanu | Osvojeno |

### Zaječarska Gitarijada
| Godina | Kategorija                                   | Ishod    |
| ------ | -------------------------------------------- | -------- |
| 2014   | Najbolji bend sa teritorije Republike Srbije | Osvojeno |

## Spoljašnje veze
- Magločistač: D ZOO predstavio rimejk pesme "Slepac prati slepog" posvećen Nebojši Glogovcu
- Grad Subotica: D ZOO predstavljaju spot za numeru "Da si bila tu"
- Subotica.com: Subotički bend D ZOO objavio svoj prvi album "Benk Roberi"
- Gitarijada.rs: D ZOO na Gitarijadi
- Subotica.info: D ZOO najbolji bend sa teritorije Srbije na Gitarijadi
- Gitarijada.rs: Pobednici Gitarijade D ZOO započeli snimanje svog prvog albuma
- Ist Media: D ZOO izdali svoj prvenac
- Remix Press: Belgrade Demo Fest live
- Rokomotiva: D ZOO "Čućemo se sutra"
- Balkanrock: D ZOO se vraćaju sa animiranim spotom
- RTS Planeta: D ZOO "Da si bila tu"